# Spassk-Dalni
Spassk-Dalni (russisch Спасск-Да́льний) ist eine Stadt in der Region Primorje (Russland) mit 35.732 Einwohnern (Stand 1. Oktober 2021).

## Geographie
Die Stadt liegt in der Chankaniederung (russisch Prichankaiskaja nismennost) etwa 200 km nördlich der Regionshauptstadt Wladiwostok. 20 km nordwestlich der Stadt liegt der Chankasee, in welchen die durch den Ort fließenden Kuleschowka und Spassowka münden.
Die Stadt Spassk-Dalni ist der Region administrativ direkt unterstellt und zugleich Verwaltungszentrum des Rajons Spassk.
Spassk-Dalni besitzt einen Bahnhof an der Transsibirischen Eisenbahn (Streckenkilometer 9048 ab Moskau). Außerdem liegt die Stadt an der Fernstraße A370 „Ussuri“ Chabarowsk – Wladiwostok.

## Geschichte
Der Ort entstand etwa 1885 als Umsiedlerdorf Spasskoje (von russisch spas für Erlöser). Mit der Einrichtung einer nahegelegenen Bahnstation (Jewgenjewka) an der bereits 1897 eröffneten Ussuribahn im Jahre 1906 wuchs die Bedeutung des Ortes. 1917 wurde ihm unter dem Namen Spassk das Stadtrecht verliehen.
Im Russischen Bürgerkrieg waren Spassk und Umgebung schwer umkämpft, woran das bekannte Kriegslied Partisanen vom Amur erinnert (...Das Hurra der Partisanen,| Als der Sturm auf Spassk gelang...).
1926 erfolgte die Eingemeindung von Jewgenjewka und 1929 die Umbenennung des Ortes in Spassk-Dalni (russisch dalni für fern, gemeint ist die Lage im Fernen Osten Russlands, zwecks Unterscheidung von Spassk in der Oblast Pensa und Spassk-Rjasanski in der Oblast Rjasan).

### Bevölkerungsentwicklung
| Jahr | Einwohner |
| ---- | --------- |
| 1939 | 23.030    |
| 1959 | 39.580    |
| 1970 | 45.138    |
| 1979 | 53.242    |
| 1989 | 60.060    |
| 2002 | 51.691    |
| 2010 | 44.173    |
| 2021 | 35.732    |

Anmerkung: Volkszählungsdaten

## Kultur und Sehenswürdigkeiten
In der Stadt sind eine Reihe von Bauten von Ende des 19./ Anfang des 20. Jahrhunderts erhalten, so das Tereschtschenski-Viertel, der Bahnhof, eine Kapelle von 1907, die Gebäude der Handelsfirma Kunst und Albers von 1908 sowie des Lehrerseminars von 1915.
Spassk-Dalni hat ein Heimatmuseum mit Schwerpunkt auf der Natur der Primorjeregion.

## Wirtschaft
Die wichtigste Betriebe der Stadt sind die Zementwerke der Firma Spasskzement (Tochter von Wostokzement) mit einer Jahreskapazität von 3,5 Millionen Tonnen. Das erste wurde bereits 1907 errichtet, weitere 1934 und 1976. Die Bedeutung der Zementindustrie spiegelt sich auch im Stadtwappen wider.
Andere Wirtschaftszweige sind Maschinenbau, Leicht- und Lebensmittelindustrie.
Die Gegend um Spassk-Dalni ist eines der wichtigsten Landwirtschaftsgebiete der Region.

## Söhne und Töchter der Stadt
- Witali Michailowitsch Wolowitsch (* 1928), Künstler
- Leonid Leonidowitsch Rybakowski (* 1931), Soziologe und Ökonom
- Gennadi Georgijewitsch Kudrjawzew (* 1941), Politiker
- Wladimir Grigorjewitsch Weremejew (* 1948), Fußballspieler und -trainer
- Alexei Alexejewitsch Nikischenkow (1949–2013), Historiker, Ethnologe und Anthropologe
- Boris Jewgenjewitsch Lamasch (1962–2014), Physiker
- Sergei Wladimirowitsch Scharabura (* 1975), ukrainischer Fußballspieler